# أوليفر غروس
أوليفر غروس (بالألمانية: Oliver Gross) مواليد 17 يونيو 1973 في هاناو، ألمانيا الغربية، هو لاعب كرة مضرب ألماني سابق بدأ مسيرته كمحترف سنة 1993 وكان يلعب باليد اليمنى. أعلى تصنيف له في الفردي كان المركز الـ 60 في سنة 1995.

## النهائيات

### الفردي: 1 (0–1)
| الحصيلة | الرقم | السنة | الدورة     | الأرضية | المنافس في النهائي | النتيجة في النهائي |
| ------- | ----- | ----- | ---------- | ------- | ------------------ | ------------------ |
| الوصافة | 1.    | 1994  | سان مارينو | ترابية  | كارلوس كوستا (تنس) | 1–6, 3–6           |

## روابط خارجية
- أوليفر غروس على موقع رابطة محترفي التنس (الإنجليزية)
- أوليفر غروس على موقع الاتحاد الدولي لكرة المضرب (الإنجليزية)
- أوليفر غروس على موقع خلاصة التنس.كوم (الإنجليزية)